# مقاطعة سيدار (آيوا)
مقاطعة سيدار (بالإنجليزية: Cedar County)‏ هي إحدى مقاطعات ولاية آيوا في الولايات المتحدة الأمريكية.

## أعلام
- مارتن بورنس